# Tokyo Police Club
Tokyo Police Club is een Canadese indie noiserockband. De band werd in 2005 opgericht in Newmarket, een voorstad van Toronto.

## Geschiedenis
In 2001 werd de band Suburbia opgericht door Dave Monk, Josh Hook, Graham Wright, Greg Alsop en "Will". Vier jaar later stopte de band. Maar na een jamsessie besloten de leden het opnieuw te proberen, ditmaal als Tokyo Police Club en zonder Will. De band speelde in enkele kleine gelegenheden, meestal in het voorprogramma van andere bands. Vlak voor ze opnieuw wilden stoppen, werden ze benaderd door een diskjockey en gevraagd of de band een optreden wilde verzorgen op Pop Montreal. Daar werd de band ontdekt door een vertegenwoordiger van het platenlabel Paper Bag. In 2006 werd de ep A lesson in crime uitgebracht, gevolgd door Smith ep.
Op 25 maart 2008 verscheen de prerelease van het debuutalbum Elephant shell op iTunes. Bijna een maand later, op 22 april, verscheen het album in de Verenigde Staten via Saddle Creek en op 5 mei in Europa via Memphis Industries. Het album werd gematigd positief ontvangen door de pers.
Op 8 december 2011 werd het tot dan toe nog onbekende lied Beaches gespeeld tijdens een live-uitvoering. Iets meer dan twee jaar later, op 11 december 2013, werd een videoclip uitgebracht op YouTube voor het lied Argentina (pts. I, II, and III). Beide liederen maakten deel uit van de 50 liederen die in een periode van drie jaar voor het album Forcefield geschreven werden. Daar bleven uiteindelijk negen van over. Het album werd uitgebracht in 2014.
In 2018 verscheen TPC. Het album leverde een nominatie voor een Juno Award op.
Monks' zus Katie speelt in de noiserock-/post-grungeband Dilly Dally.

## Televisie
Het eerste tv-optreden van Tokyo Police Club was in de Late Show with David Letterman op 19 april 2007. Op 22 april 2008 volgde een optreden in dezelfde show. Op 16 november 2008 verzorgde de band een optreden in de dramaserie Desperate Housewives. In de aflevering City on fire (seizoen 5, aflevering 8) speelden ze als Cold Splash tijdens een battle of the bands de single In a cave van het album Elephant shell. Op 10 december 2008 speelde Tokyo Police Club het lied Your English is good tijdens een optreden in de tv-show The Late Late Show with Craig Ferguson. Op 28 juni 2010 trad de band opnieuw op in de Late Show with David Letterman. Ze speelden de single Wait up (boots of danger) van het album Champ.

## Soloprojecten en individuele optredens
Op 17 november 2008 bracht toetsenist Graham Wright de ep The lakes of Alberta uit via Bandcamp. Op 6 oktober 2009 volgde de track Crooked moon. Zijn debuutalbum Shirts vs skins verscheen op 28 juni 2011 zowel online als op cd. Op 12 oktober 2012 bracht Wright opnieuw een ep uit, Apple breath, eveneens op Bandcamp. Daarnaast werkte Wright in 2009 samen met Luke Lalonde (Born Ruffians), Will Currie (Will Currie & The Country French), Dean Marino (Papermaps, Tin Star Orphans) en Jay Sadlowski (Jay Sad). In een dag brachten ze de ep Novels uit. De cd's werden eerst weggegeven en op willekeurige plaatsen achtergelaten.
In juni 2015 bracht zanger/bassist David Monks zijn solodebuutalbum All signs point to yes uit. Op 8 oktober 2015 nam hij deel aan een benefietconcert voor Ronnie Morris (controller.controller) die eerder in dat jaar een CVA kreeg.
Drummer Greg Alsop maakt deel uit van online productiehuis Fun Time Internet.

## Discografie

### Studioalbums
- Elephant shell, 2008
- Champ (Mom + Pop Music Co.), 2010
- Forcefield, 2014
- TPC, 2018

### Coveralbum
- Ten songs, ten years, ten days, 2011

### Ep's
- A lesson in crime, 2006
- Smith ep, 2007
- Melon Collie and the infinite radness: part one, 2016
- Melon Collie and the infinite radness: part two, 2016

### Singles
- Nature of the experiment, 2006
- Cheer it on, 2007
- Your English is good, 2007
- Citizens of tomorrow, 2007
- In a cave, 2008
- Graves, 2008
- Breakneck speed, 2010
- Wait up (boots of danger), 2010
- Bambi, 2010
- Favourite colour, 2011
- Hot tonight, 2014
- Tunnel vision, 2014
- Gonna be ready, 2015
- Not my girl, 2016
- My house, 2016
- New blues, 2018
- Hercules, 2018
- DLTFWYH, 2018
- Simple dude, 2018